# Stanisławczyk (rejon złoczowski)
Stanisławczyk (ukr. Станіславчик) – wieś (dawniej miasteczko) na Ukrainie w obwodzie lwowskim, w rejonie złoczowskim. Miejscowość liczy około 400 mieszkańców.
W okresie II Rzeczypospolitej Stanisławczyk należał początkowo do powiatu radziechowskiego w województwie tarnopolskim. 1 lipca 1925 Stanisławczyk przeniesiono do powiatu brodzkiego, był siedzibą gminy wiejskiej Stanisławczyk. W 1921 roku liczył 1153 mieszkańców.
W czasie okupacji niemieckiej mieszkająca tutaj polska rodzina Szyszków niosła pomoc Żydom, w tym ukrywała rodzinę Szpilków. W 1944 roku Szyszkowie musieli uchodzić do Lwowa przed mordami banderowskimi. Przed wyjazdem dalej na zachód głowa rodziny Piotr Szyszka postanowił pojechać do Stanisławczyka, by "zabezpieczyć" gospodarstwo. Podczas podróży został zastrzelony przez banderowców. W 2010 roku Instytut Jad Waszem uhonorował pośmiertnie Piotra Szyszkę i jego żonę Annę Szyszkę tytułami Sprawiedliwych wśród Narodów Świata.
Do 2020 w rejonie brodzkim. 